# Desmeocraera
Desmeocraera är ett släkte av fjärilar. Desmeocraera ingår i familjen tandspinnare.

## Dottertaxa tillDesmeocraera, i alfabetisk ordning[1]
- Desmeocraera adusta
- Desmeocraera albicans
- Desmeocraera amaura
- Desmeocraera amica
- Desmeocraera analis
- Desmeocraera ankolea
- Desmeocraera annulosa
- Desmeocraera antiopa
- Desmeocraera aquamarina
- Desmeocraera ardalio
- Desmeocraera atribasalis
- Desmeocraera atriguttata
- Desmeocraera basalis
- Desmeocraera bimaculata
- Desmeocraera bitioides
- Desmeocraera brumata
- Desmeocraera brunneicosta
- Desmeocraera cana
- Desmeocraera canescens
- Desmeocraera chloeropis
- Desmeocraera ciprianii
- Desmeocraera clenchi
- Desmeocraera collenettei
- Desmeocraera confluens
- Desmeocraera congoana
- Desmeocraera damba
- Desmeocraera decorata
- Desmeocraera denisae
- Desmeocraera dicax
- Desmeocraera dispar
- Desmeocraera esmeraldina
- Desmeocraera extensa
- Desmeocraera falsa
- Desmeocraera ferevaria
- Desmeocraera fontainei
- Desmeocraera formosa
- Desmeocraera forsteri
- Desmeocraera frater
- Desmeocraera frustrata
- Desmeocraera galaia
- Desmeocraera geminata
- Desmeocraera glauca
- Desmeocraera gonerilla
- Desmeocraera graminosa
- Desmeocraera griseoviridis
- Desmeocraera habe
- Desmeocraera helena
- Desmeocraera hippocastanaria
- Desmeocraera holitrix
- Desmeocraera imploratrix
- Desmeocraera impunctata
- Desmeocraera ingens
- Desmeocraera inquisitrix
- Desmeocraera inspiciens
- Desmeocraera interpellatrix
- Desmeocraera intricata
- Desmeocraera invaria
- Desmeocraera irregularis
- Desmeocraera jansei
- Desmeocraera jucunda
- Desmeocraera kenyae
- Desmeocraera kiriakoffi
- Desmeocraera latex
- Desmeocraera latifasciata
- Desmeocraera leucophaea
- Desmeocraera leucosticta
- Desmeocraera lithocolla
- Desmeocraera lugubris
- Desmeocraera luteosticta
- Desmeocraera malindiana
- Desmeocraera mawa
- Desmeocraera melanosticta
- Desmeocraera miata
- Desmeocraera minima
- Desmeocraera mkabi
- Desmeocraera moza
- Desmeocraera neavei
- Desmeocraera nugatrix
- Desmeocraera octoginta
- Desmeocraera oleacea
- Desmeocraera oliva
- Desmeocraera olivina
- Desmeocraera pallidimargo
- Desmeocraera pauliveronensi
- Desmeocraera percontatrix
- Desmeocraera phoebe
- Desmeocraera platti
- Desmeocraera pomaria
- Desmeocraera postulatrix
- Desmeocraera principalis
- Desmeocraera procreatrix
- Desmeocraera propinqua
- Desmeocraera psittacina
- Desmeocraera punctata
- Desmeocraera reclamatrix
- Desmeocraera retiarius
- Desmeocraera rileyi
- Desmeocraera robustior
- Desmeocraera rogatrix
- Desmeocraera roseoviridis
- Desmeocraera sagittata
- Desmeocraera sagum
- Desmeocraera schevenaria
- Desmeocraera sincera
- Desmeocraera spectabilis
- Desmeocraera squamipennis
- Desmeocraera strigata
- Desmeocraera strigula
- Desmeocraera subnigrans
- Desmeocraera subvaria
- Desmeocraera tanzanica
- Desmeocraera tenera
- Desmeocraera tripuncta
- Desmeocraera uniformis
- Desmeocraera varia
- Desmeocraera weberiana
- Desmeocraera venusta
- Desmeocraera vernalis
- Desmeocraera vicaria
- Desmeocraera virescens
- Desmeocraera zombae